# Blăjel
Blăjel (en hongrois : Balázstelke, en allemand : Kleinblasendorf) est une commune du județ de Sibiu en Roumanie.